# Туманова (Юргамиський район)
Тума́нова (рос. Туманова) — присілок у складі Юргамиського району Курганської області, Росія. Входить до складу Вилкинської сільської ради.
Населення — 127 осіб (2010, 167 у 2002).